# Harbin Y-11
Harbin Y-11 (tên ký hiệu NATO: Chan) là một loại máy bay tiện ích hai động cơ cánh cao và máy bay khảo sát địa chất, được chế tạo bởi Harbin Aircraft Manufacturing Corporation (Tập đoàn Sản xuất Máy bay Cáp Nhĩ Tân) (HAMC).

## Phát triển

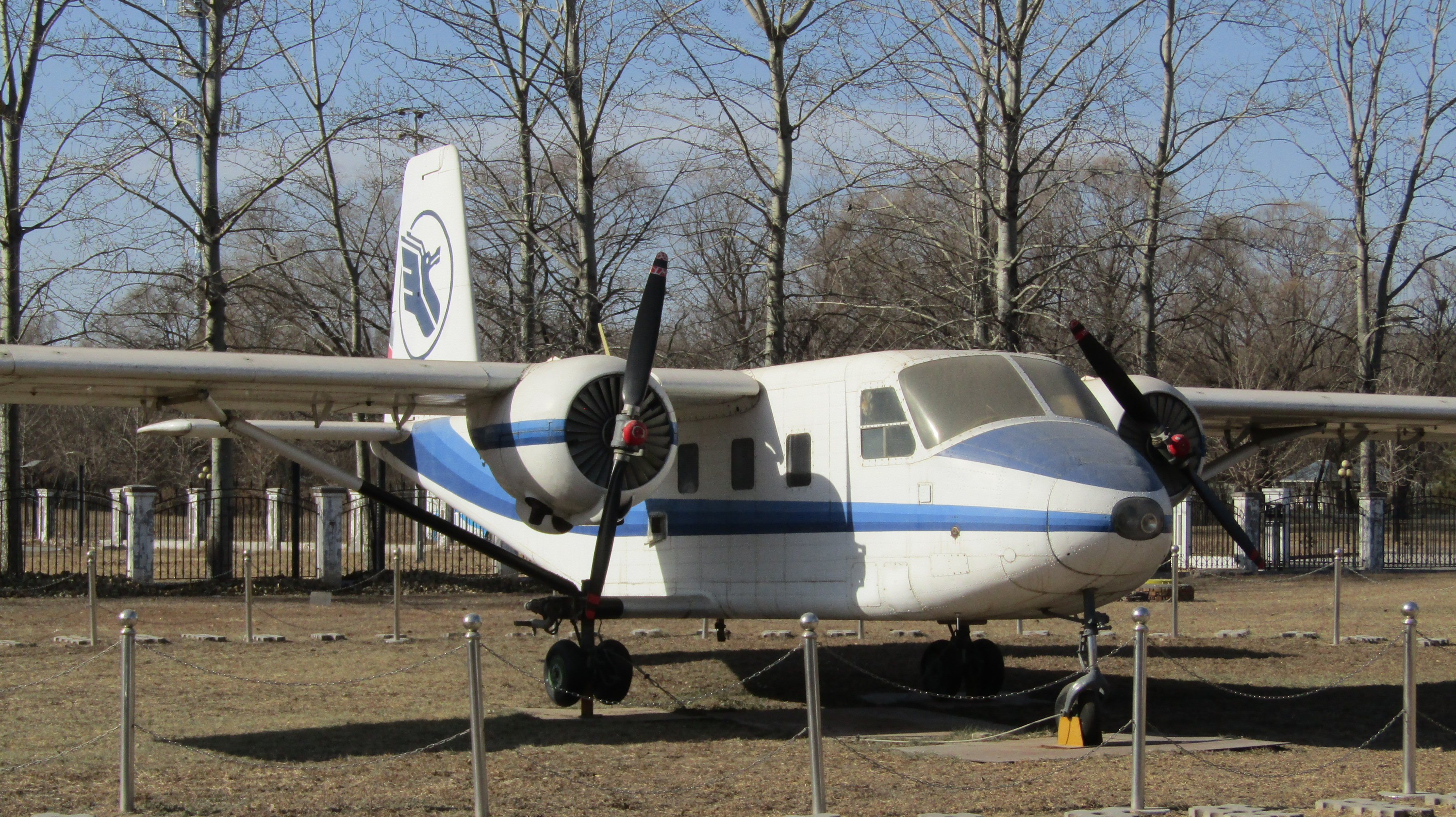
Y-11 tại Bảo tàng Hàng không Dân dụng Bắc Kinh

Tháng 11 năm 1974, chính phủ Trung Quốc đặt ra nhu cầu đối với phương tiện vận tải hạng nhẹ hai động cơ. Trước đó vào tháng 4 năm 1974, Y-11 được đề xuất, và bắt đầu thiết kế tháng 1 năm 1975. Dưới sự chỉ đạo của Xiong Wenjie, bản thiết kế mẫu máy bay này hoàn thành tại Cáp Nhĩ Tân vào tháng 6 năm 1975, việc chế tạo nguyên mẫu diễn ra ngay sau đó. Ngày 3 tháng 4 năm 1977 bắt đầu sản xuất số lượng lớn với ít nhất 50 chiếc đã được chế tạo trước khi ngừng sản xuất để nhường chỗ thay thế bằng Harbin Y-12.

## Biến thể
- Y-11 : Máy bay vận tải đa dụng STOL hai động cơ,[1] được thiết kế cho nông nghiệp và khảo sát địa chất.
- Y-11B : Kiểu I trang bị hệ thống điện tử hàng không tiên tiến và động cơ sáu piston làm mát bằng không khí Teledyne-Continental TSIO-550-B cung cấp sức mạnh 350 mã lực.[1] Kiểu II đã bị hủy bỏ. Sau đó, chiếc duy nhất có thể bay được sử dụng để khảo sát địa chất.
- Máy bay nông nghiệp Y-11 : Trang bị phễu hoặc thùng chứa trong cabin, phun hóa chất thông qua thiết bị rải bụi, thanh phun hoặc thiết bị phun sương ở các mép đuôi cánh.[1]
- Máy bay khảo sát địa chất Y-11 : Ít nhất một máy bay được trang bị cảm biến hình xuyến lớn ở đầu cánh bên trái và cảm biến hình điếu xì gà ở đầu cánh bên phải.[1]
- Y-11T : Tên gọi ban đầu của nguyên mẫu Harbin Y-12, một chiếc máy bay được thiết kế lại, trang bị động cơ tuốc bin cánh quạt Pratt & Whitney PT6A-11 dẫn động cho các cánh quạt ba cánh Hartzell HC-B3TN-3B.[1]

## Quốc gia sử dụng
Trung Quốc
- China Flying Dragon Aviation

### Quốc gia sử dụng trước kia
Trung Quốc
- CAAC Airlines khai thác 41 chiếc Y-11 từ năm 1976 đến 1988.

## Sự cố
Ngày 19 tháng 6 năm 1999, một chiếc Harbin Y-11 do Xinjiang General Aviation (Hàng không Tổng hợp Tân Cương) vận hành đã hạ cánh trong tình trạng hư hỏng sau khi nó va vào dây cáp điện khi đang làm nhiệm vụ phun thuốc cho cây trồng.

## Thông số kỹ thuật
Dữ liệu lấy từ Jane's All The World's Aircraft 1982–1983

### Đặc điểm tổng quát
- Phi hành đoàn: 2 người
- Sức chứa: 7–8 hành khách, hoặc 900 kg (1.984 lb) hóa chất, hoặc 900 lít hóa chất
- Chiều dài: 12,02 m (39 ft 5 in)
- Sải cánh: 17 m (55 ft 9 in)
- Chiều cao: 4,64 m (15 ft 3 in)
- Diện tích cánh: 34 m2 (366 ft2)
- Tỉ lệ khung cánh: 8,5:1
- Kết cấu dạng cánh: NACA 4412
- Trọng lượng không tải: 2.050 kg (4.519 lb)
- Trọng lượng cất cánh tối đa: 3.250 kg (7.165 lb)
- Sức chứa nhiên liệu: 285 lít
- Động cơ: 2 × động cơ pít tông hướng kính 9 xi lanh làm mát bằng không khí Huosai-6A, mỗi động cơ có công suất 213 kW (285 mã lực)
- Cánh quạt: Cánh quạt 2 cánh; đường kính 2,4 m (7 ft 10 in)

### Hiệu suất bay
- Vận tốc tối đa: 220 km/h (140 dặm/h, 120 hải lý/giờ)
- Vận tốc hành trình: 175 km/h (109 dặm/h, 94 hải lý/giờ) (65% công suất động cơ)
- Tầm bay: 995 km (618 dặm, 537 hải lý) (đổ đầy nhiên liệu)
- Trần bay: 4.000 m (13.000 ft)
- Thời gian bay liên tục: 7 tiếng 20 phút
- Vận tốc tăng độ cao: 4,1 m/giây (807 ft/phút)